# Brachystomella stachi
Brachystomella stachi är en urinsektsart som beskrevs av Mills 1934. Brachystomella stachi ingår i släktet Brachystomella och familjen Brachystomellidae. Inga underarter finns listade.